# 郷ノ浦郵便局
郷ノ浦郵便局（ごうのうらゆうびんきょく）は長崎県壱岐市にある郵便局。民営化前の分類では集配普通郵便局であった。

## 概要
住所：〒811-5199 長崎県壱岐市郷ノ浦町郷ノ浦176

### 併設施設
民営化直前の集配業務再編において、多くの集配普通郵便局は統括センターとなったが、当局は配達センターとされたため、民営化後も郵便事業株式会社の支店は併設されず、郵便事業新福岡支店郷ノ浦集配センターが併設された。
2012年（平成24年）10月1日に、それぞれの運営会社だった郵便事業株式会社と郵便局株式会社の統合によって日本郵便株式会社が発足したことに伴い、それぞれの店舗も統合された。

## 沿革
- 1872年9月3日（明治5年8月1日） - 郷ノ浦郵便取扱所として開設[1][2]。
- 1875年（明治8年）1月1日 - 郷ノ浦郵便局（五等）となる。
- 1882年（明治15年） - 為替・貯金取扱を開始。
- 1890年（明治23年）5月1日 - 郷ノ浦郵便電信局となり、電信業務を開始[1]。
- 1903年（明治36年）3月31日 - 電話業務を開始[1]。
- 1903年（明治36年）4月1日 - 通信官署官制の施行に伴い郷ノ浦郵便局となる。
- 1922年（大正11年）6月16日 - 電話交換業務を開始[1]。
- 1953年（昭和28年）2月 - 本町から迎町（現所在地に同じ）へ局舎を新築移転[3]。
- 1956年（昭和31年）10月11日 - 電話通話および和文電報受付事務の取扱を開始[4]。
- 1970年（昭和45年）2月 - 電話自動化により電話交換業務を終了[1]。
- 1973年（昭和48年）3月 - 鉄筋コンクリート2階建の現局舎が落成[1]。
- 1991年（平成3年）3月17日 - 湯本郵便局および渡良郵便局から、それぞれの集配業務の一部[5]を移管。
- 2000年（平成12年）8月14日 - 外国通貨の両替および旅行小切手の売買に関する業務取扱を開始。
- 2007年（平成19年）10月1日 - 民営化に伴い、併設された郵便事業新福岡支店郷ノ浦集配センターに一部業務を移管。
- 2012年（平成24年）10月1日 - 日本郵便株式会社発足に伴い、郵便事業新福岡支店郷ノ浦集配センターを郷ノ浦郵便局に統合。
- 2020年（令和2年）10月1日 - 日曜日・祝日の郵便窓口業務を廃止。

## 取扱内容
- 郵便、印紙、ゆうパック、内容証明
- 貯金、為替、振替、振込、国際送金、外貨両替・トラベラーズチェック、国債、投資信託
- 生命保険、バイク自賠責保険、自動車保険
- ゆうちょ銀行ATM
- 壱岐市内の一部地域の集配業務

## 周辺
- 壱岐市役所
- 壱岐警察署
- 長崎県立壱岐高等学校
- 八坂神社

## アクセス
- 郷ノ浦港ターミナルビルから北東へ約800m（徒歩約9分）
- 壱岐交通バス 本町（郷ノ浦）停留所もしくは海岸停留所下車
- 駐車場あり：12台